# Goggia braacki
Espèce
Statut de conservation UICN

 LC  : Préoccupation mineure
Synonymes
- Phyllodactylus braacki Good, Bauer & Branch, 1996

Goggia braacki est une espèce de geckos de la famille des Gekkonidae.

## Répartition
Cette espèce est endémique du Cap-Occidental en Afrique du Sud. Elle se rencontre dans le parc national du Karoo.

## Étymologie
Cette espèce est nommée en l'honneur de Harold H. Braack.

## Publication originale
- Good, Bauer & Branch, 1996 : A new species of Phyllodactylus (Squamata: Gekkonidae) from the Karoo National Park, South Africa. African Journal of Herpetology, vol. 45, n. 2, p. 49-58.